# 大阪府立大塚高等学校
大阪府立大塚高等学校（おおさかふりつ おおつか こうとうがっこう、英称：Osaka Prefectural Ohtsuka High School）は、大阪府松原市にある公立高等学校。

## 概要
全日制普通科高等学校として1983年に開校した。その後1992年に体育科が併設され、2学科体制となっている。
体育科は体育の専門科目について学ぶカリキュラムを組んでいる。大阪府内の公立高等学校では大阪市立桜宮高等学校（現在の大阪府立桜宮高等学校）に次いで2校目の設置（大阪市立汎愛高等学校と同時設置）であり、また大阪府立高等学校としては初めての設置となった。
校歌は加藤登紀子の作曲である。校歌の歌詞は、一期生が作詞し、加藤登紀子が補正した。

## 沿革
1982年に設置準備が始まり、1983年に全日制普通科高等学校として開校した。開校当初は現在の第二運動場（松原市西野々1丁目4）での仮設校舎による授業であった。
1992年に体育科を設置した。体育科は開設以来1学年2学級編成となっているが、2012年12月に発生した大阪市立桜宮高等学校体罰自殺事件を受けて大阪市教育委員会の方針により桜宮高校が2013年度体育系学科の募集を中止したことを受けて、大塚高等学校では2013年度のみ、臨時に体育科を1学級分増設して3学級編成とした。

### 年表
- 1982年4月 - 大阪府立第147高等学校（仮称）の設立準備が始まる。
- 1982年12月22日 - 高等学校設置条例を改正する大阪府議会の議決により、大阪府立大塚高等学校の設置が正式決定。普通科を設置。
- 1983年4月 - 開校。第1期生入学。
- 1984年4月 - 現在地の校舎の供用開始。
- 1992年4月 - 体育科を設置[1]。

## 部活動
バレーボール（男子）では2009年インターハイで初優勝するなど、全国タイトル計4回（インターハイ2回・選手権1回・国体2回）の成績を残している。バレーボール（女子）では2010年2月22日、第41回春の高校バレーに初出場を決めている。
またソフトテニスや陸上、女子駅伝部などで全国大会にも出場している。

## 交通
- 近鉄南大阪線河内松原駅下車、南東へ約1.4km（徒歩約17分）。

## 主な出身者
- 徳原旅行 - お笑い芸人
- 村田大樹 - お笑い芸人（赤もみじ）
- 稲川翔 - 競輪選手
- 金田洋世 - 元ビーチバレー選手。元ガールズケイリン（女子競輪）選手。
- 上條暢嵩 - ボートレーサー
- 村林一輝 - プロ野球選手（東北楽天ゴールデンイーグルス所属）
- 山中柚乃 - 3000m障害物競走。大塚初のオリンピック選手。
- 早水将希 - プロバスケットボール指導者